# Kornai János
Kornai János (Budapest, 1928. január 21. – Budapest, 2021. október 18.) Széchenyi-díjas magyar közgazdász, egyetemi tanár, a Magyar Tudományos Akadémia rendes tagja. A szocialista gazdasági rendszer, a nem-egyensúlyi rendszerek és a posztszocialista átmenet nemzetközileg is kiemelkedő kutatója. A Collegium Budapest egyik alapítója. A Harvard Egyetem és a Budapesti Corvinus Egyetem professor emeritusa.

## Életpályája
1933-ban kezdte meg tanulmányait a budapesti Reichsdeutsche Schule tizenkét évfolyamos osztályában. Kornai apját 1944-ben az auschwitzi koncentrációs táborban gyilkolták meg. Kornai Jánost 1944-ben munkaszolgálatra sorozták be, ahonnan megszökött, majd bujkált. 1945-ben érettségizett a kiskunhalasi református gimnáziumban. Ebben az évben a Magyar Demokratikus Ifjúsági Szövetség (MADISZ) budapesti központjának munkatársa lett. 
1947-ben került a Szabad Néphez, amelynek később gazdasági szerkesztőjeként dolgozott. 1954-ben tagja volt a Nagy Imre-párti Szabad Nép-lázadásnak, ami miatt 1955-ben több munkatársával együtt eltávolították a laptól. Közben 1953-tól a közgazdaság-tudomány kandidátusa fokozat megszerzéséhez folytatott tanulmányokat (az akkori szóhasználattal: aspiráns volt). 1955-ben az MTA Közgazdaság-tudományi Intézetének munkatársa lett. A Szabad Néptől történt eltávolítása után vált főhivatásává a tudományos kutatás. 1956-ban végleg szakított a marxizmussal. Az 1956-os forradalom ideje alatt rövid ideig a Magyar Szabadság munkatársa volt. A forradalom leverése után nem volt hajlandó belépni a Magyar Szocialista Munkáspártba. 
Az 1956-ban megvédett A gazdasági vezetés túlzott központosítása című kandidátusi értekezést nyilvánosan revizionista írásnak, ideológiai árulásnak minősítették. Mindezek miatt eltávolították az akadémiai kutatóintézetből. Ekkor kezdett el foglalkozni a nyugati közgazdaságtan eredményeinek feldolgozásával. 1958-ban a Textilipari Intézet osztályvezetőjévé nevezték ki, valamint 1963 és 1967 között az MTA Számítástechnikai Központjának osztályvezetőjeként és kutatójaként dolgozott. 1967-ben került vissza az MTA Közgazdaság-tudományi Intézetébe, ahol annak gazdasági szabályozáselméleti osztályát vezette. 1961-ben kapta meg az egyetemi doktori fokozatot, 1965-ben pedig az akadémiai doktori tudományos fokozatot. Később az MTA Közgazdaságtudományi Intézet kutatóprofesszorává nevezték ki. 1992-ben a Collegium Budapest Institute for Advanced Study egyik alapítója és vezető kutatója lett. 
Számos egyetemen volt vendégprofesszor (London School of Economics (1964), Stanford Egyetem (1968, 1973), Yale Egyetem (1970), Princetoni Egyetem (1972, 1983), Stockholmi Egyetem (1976–1977), Harvard Egyetem (1984–1985)). 1986-ban nevezte ki a Harvard Egyetem állandó jelleggel a közgazdaságtan professzorává. 2002-től a Harvard Egyetem professor emeritusa. A Közép-európai Egyetem 2005-ben nevezte ki kutatóprofesszornak. 2011-től a Budapesti Corvinus Egyetemen oktat és kutat. 2016-tól az Egyesült Államok Nemzeti Tudományos Akadémiájának külföldi tagja.
1976-ban megválasztották a Magyar Tudományos Akadémia levelező, 1982-ben pedig rendes tagjává. Ezenkívül az Amerikai Tudományos és Művészeti, a Brit, a Svéd Királyi, a Finn Tudományos, az Orosz Tudományos és a Bolgár Tudományos Akadémia is felvette tagjai sorába. Az Acta Oeconomica és a Közgazdasági Szemle szerkesztőbizottságának tagja volt. Számos magyar és külföldi egyetem díszdoktori címet adományozott Kornainak. Akadémiai tisztségei mellett 1972 és 1977 között az ENSZ Fejlesztésszervezési Bizottsága alelnökeként is dolgozott. 1978-ban a Nemzetközi Ökonometriai Társaság, 1987-ben az Európai Közgazdasági Társaság, 2002-ben pedig a Nemzetközi Közgazdasági Társaság elnöke volt. 1995-ben a Magyar Nemzeti Bank jegybanktanácsának tagjává választották; e tisztségéről 2001-ben mondott le.
Életét, munkásságát A gondolat erejével címmel 2005-ben megjelent önéletrajza mutatja be, amely több nyelven megjelent, így többek között angol, francia és kínai nyelven is.

## Munkássága
Fő kutatási területe a szocialista gazdasági rendszer, a nem-egyensúlyi rendszerek és a posztszocialista átmenet. Az 1950-es években indult több évtizedes kutatói tevékenysége nyomán a szocialista gazdasági rendszer elemzésének legismertebb kutatójává vált. Eredményeit számos nagy hatású könyvben és folyóiratcikkben tette közzé. Írásait rendszerint magyar és angol nyelven egyszerre jelentette meg. Első könyvében, A gazdasági vezetés túlzott központosítása (1957) című műben szakít a hazai szakirodalomban akkor szokásos ideologikus érveléssel és illusztratív adatközléssel, s helyette a szocialista tervezési rendszer sajátosságait, az érdekviszonyokat és a rendszer alacsony hatékonyságát egy konkrét terület tényeinek szisztematikus elemzésén keresztül mutatja be. Második úttörő jelentőségű műve A gazdasági szerkezet matematikai tervezése (1965), amelyben nemzetközileg elsőként alkalmazta a lineáris programozás éppen születő eszközeit egy egész ország (Magyarország) optimális gazdasági szerkezetének meghatározására. E témakörben publikálta Lipták Tamással közösen írt cikkét a Kétszintű tervezést (1962), amelynek az Econometrica című folyóiratban való publikálása ismertté tette nevét a matematikai közgazdaságtan művelői között is.
Modellezési munkái során arra a felismerésre jutott, hogy a modern közgazdaságtan a maga túlságosan absztrakt feltevéseivel valódi alkalmazási lehetőségeit rendkívül leszűkíti, különösen a tartós egyensúlytalanságot mutató gazdasági rendszerek esetében. Éles kritikával elemezte a neoklasszikus közgazdaságtant, és számos gondolatot vetett fel a közgazdaságtan átalakítására az Anti-Equilibrium (1971) című művében. Kritikai írása vitákat váltott ki, egyesek elfogadták, mások határozottan elvetették gondolatait. Noha a könyv megírásakor uralkodó nézetek minősülnek napjainkban is a közgazdaság-tudomány főáramának (mainstream economics), a következő évtizedekben a közgazdaság-tudomány továbbfejlesztése számos területen az Anti-Equilibriumban jelzett irányban haladt (aszimmetrikus információ, dinamikus mechanizmustervezés).
1980-ban publikálta következő nagy művét, amelyet A hiány címmel jelentetett meg. Ebben a szocialista gazdaság egyik alapjelenségét tanulmányozta. A korábbi elméletekkel szembefordulva bemutatta, hogy a hiány nem egyszerűen a hibásan megállapított árak vagy a szakszerűtlen tervezés következménye, hanem a szocialista rendszer olyan sajátossága, amely belső természetéből fakad. Bevezette a puha költségvetési korlát fogalmát, amely azt a társadalmi jelenséget írta le, amelyben a szocialista (de nem csak szocialista) vállalatok és intézmények jelentős mértékben és nagy rendszerességgel is túlléphetnek az észszerű pénzügyi korlátokon. Nem kell szembenézniük a csőd lehetőségével, mert – ilyen vagy olyan formában – számíthatnak a központ segítő támogatására.
1985 nyarán a Kínai Társadalomtudományi Akadémia meghívására Kornai János és felesége négy hetet töltött el Kínában. A Jangce folyón, a Bashan nevű turistahajón rendezett konferenciát Kínában a kínai reformfolyamat kiemelkedő eseményének tartották. A konferencia előadóit: James Tobint, Otmar Emmingert,  Alekszander Bajt, Kornai Jánost és a kínai közgazdászokat a hajókonferencia előtt Csao Ce-jang miniszterelnök fogadta. Egy évvel később kiadták Kínában A hiányt, mely később a kínai gazdasági reform végrehajtásának elméleti háttérként szolgált. Lu Yueganga szerint a nyolcvanas évek elején Kornai János A hiány és Ludwig Erhard Prosperity Through Competition című munkájával volt jelentős hatással a kínai közgazdászokra és a kínai reformpolitika megvalósítására.
Összefoglaló műve, A szocialista rendszer – kritikai politikai gazdaságtan (1993) a szocialista politikai és gazdasági rendszer összeomlásának idejére készült el. Részben kutatásainak új eredményeként, részben pedig kihasználva a demokratikus környezet nyújtotta szabadságot itt a rendszer politikai és hatalmi viszonyait már nyíltabban elemezte, mint A hiányban. Megmutatta a puha költségvetési korlát mögött rejlő gazdasági, társadalmi és politikai szerkezetet, azt, hogy a szocializmus gazdasági jelenségei milyen összefüggésben vannak a kommunista párt egyeduralmával és a gazdaság zömének állami tulajdonával.
A rendszerváltás idején újra bekapcsolódott a gazdaságpolitikai vitákba. Már 1989-ben jelentkezett az Indulatos röpirat című munkájával, amelyben a kapitalista út mellett foglalt állást, a piaci szocializmus vagy más harmadikutas elképzelések ellenében. Tanulmányokban, újságcikkekben, közszerepléseiben továbbra is elemzi a magyar gazdaság aktuális problémáit, a Magyar Nemzeti Bank Jegybanktanácsa tagjaként pedig néhány évig a monetáris politikát formáló szerepet is vállalt. Az 1990-es években Kornai kutatómunkája olyan kérdésekre irányult, mint a rendszerváltást követő transzformációs visszaesés sajátosságai, valamint a jóléti rendszer, így a nyugdíjrendszer és az egészségügyi rendszer átalakításának lehetőségei a posztszocialista gazdaságokban. A 2000-es években a gazdasági rendszerek összehasonlító elemzése, a rendszerparadigma-módszer kidolgozása állt érdeklődésének középpontjában, az utóbbi években kiadott publikációiban pedig a filozófiai-közgazdasági elméletalkotók erkölcsi felelősségét vizsgálja.
Eredményei széles körben fejtették ki hatásukat: számos könyvét a magyar és angol nyelvű kiadás után világszerte egyéb nyelveken is megjelentették; az Anti-Equilibrium című munkáját például további öt nyelven, az Indulatos röpirat-ot pedig összesen tizenhét nyelven adták ki. A hiány című művének nem-hivatalos fordítása a Szovjetunióban szamizdat formájában terjedt, Kínában százezer példányban jelent meg. Könyvei – már a kezdetektől fogva – nem kizárólag a közgazdász szakmára gyakoroltak szellemi hatást.

## Családja
Kétszer nősült, első felesége Laky Teréz újságíró, szociológus volt. Második felesége Dániel Zsuzsa közgazdász. Idősebb fia Kornai Gábor közgazdász, a Vezetési Tanácsadók Magyarországi Szövetsége volt elnöke. Leánya Weibull Judit közgazdász, a stockholmi közgazdasági főiskola programigazgatója. Ifjabbik fia Kornai András matematikus, nyelvész, az MTA doktora.

## Díjai, elismerései
- Akadémiai Díj (1969, 1974)
- F. E. Seidman-díj (USA, 1982)
- Állami Díj (1983) – A közgazdaságtan területén kifejtett sokoldalú tevékenységéért, eredményeiért.
- Alexander von Humboldt-díj (NSZK, 1983)
- Erasmus-érem (1992)
- Deák Ferenc kutatási díj (1994)
- Széchenyi-díj (1994) – Több évtizedes, nemzetközileg is elismert közgazdasági elméleti munkássága elismeréseként.
- A Magyar Közgazdasági Társaság jubileumi aranyérme (1994)
- Francia Köztársaság Becsületrendje (1997)
- Díj a Magyarság Hírnevéért (1997)
- Neumann János-díj (Rajk Szakkollégium, 1997)
- A Magyar Köztársasági Érdemrend középkeresztje (2002)
- Budapest díszpolgára (2005)
- Prima Primissima díj (2005)
- A Magyar Köztársasági Érdemrend középkeresztje a csillaggal (2007)
- A Magyar Közgazdasági Társaság Közgazdász Életműdíja (2008)
- Húszéves a Köztársaság díj (2009)
- Leontief-érem (2010)
- A Magyar Köztársasági Érdemrend nagykeresztje (2010)
- Hazám-díj (2013)
- Nyílt Társadalom Díj, Közép-Európai Egyetem (CEU) (2018)

## Főbb publikációi

### 1989-ig
- A gazdasági vezetés túlzott központosítása. Kritikai elemzés könnyűipari tapasztalatok alapján; Közgazdasági és Jogi, Bp., 1957 (angolul is)
- A nyereségérdekeltség matematikai vizsgálata; Közgazdasági és Jogi, Bp., 1959
- Bródy András–Kornai János: Operációkutatás; Statisztikai, Bp., 1960 (A Központi Statisztikai Hivatal Könyvtára és az Országos Ügyvitelgépesítési Felügyelet kiadványai)
- A beruházások matematikai programozása (1962) (angolul, szlovákul is)
- A gazdasági szerkezet matematikai tervezése (1965) (angolul, lengyelül, németül is)
- A gazdaság működésének szimulációs modelljei; MTA Közgazdaságtudományi Intézet–KSH Információfeldolgozási Laboratórium, Bp., 1966
- Anti-equilibrium. A gazdasági rendszerek elméleteiről és a kutatás feladatairól; Közgazdasági és Jogi, Bp., 1971 (angolul, horvátul, japánul, lengyelül, németül, románul is)
- Erőltetett vagy harmonikus növekedés. Gondolatok a gazdasági növekedés elméletéről és politikájáról; Akadémiai, Bp., 1972 (angolul, kínaiul is)
- A gazdasági szerkezet matematikai tervezése; 2. bőv. átdolg. kiad.; Közgazdasági és Jogi, Bp., 1973 (angolul is)
- Economics of shortage, 1-2.; North-Holland Publ. Co., Amsterdam–New York–N. Y.–Oxford, 1980 (Contributions to economic analysis) (lengyelül is)
- A hiány; matematikai függelék Jörgen W. Weibull, Simonovits András; Közgazdasági és Jogi, Bp., 1980 (franciául, oroszul is)
- Szabályozás árjelzések nélkül; szerk. Kornai János, Martos Béla; MTA Közgazdaságtudományi Intézete, Bp., 1981 (angolul is)
- Növekedés, hiány és hatékonyság. A szocialista gazdaság egy makrodinamikai modellje; Közgazdasági és Jogi, Bp., 1982 (Időszerű közgazdasági kérdések) (angolul, csehül is)
- Ellentmondások és dilemmák; Magvető, Bp., 1983 (Gyorsuló idő) (angolul, észtül, kínaiul is)
- Kenneth J. Arrow; összeáll. Kornai János; MKKE Rajk László Szakkollégium, Bp., 1984 (Szakkollégiumi füzetek)
- Bürokratikus és piaci koordináció : akadémiai székfoglaló : 1983. április 16. (1984)
- "Fusoku" no seiji keizaigaku; japánra ford. Morita Tsuneo; Iwanami Shoten, Tokio, 1985
- La voie hongroise. Analyses et expérimentations économiques; szerk. Kornai János, Xavier Richet; Calman-Lévy, Paris, 1986 (Perspectives de l'économique. Économie contemporaine)
- Keizai kaikaku no kanosei (Economic reforms in Hungary); angolról japánra ford. Morita Tsuneo; Iwanami Shoten, Tokyo, 1986
- A vállalatok nyereségének bürokratikus újraelosztása (Matits Ágnessel, 1987)
- Mad'arský reformní proces. Vize, naděje a skutečnost; Ekonomický ústav ČSAV, Praha, 1988 (Ekonomické vědy v socialistických zemích)
- Indulatos röpirat a gazdasági átmenet ügyében (1989) (angolul, csehül, észtül, franciául is)
- Régi és új ellentmondások és dilemmák; Magvető, Bp., 1989 (Gyorsuló idő)

### 1990-től
- A gazdasági vezetés túlzott központosítása. Kritikai elemzés könnyűipari tapasztalatok alapján; Közgazdasági és Jogi, Bp., 1990 (angolul is)
- Vision and reality, market and state. Contradictions and dilemmas revisited; Corvina, Bp., 1990
- The road to a free economy. Shifting from a socialist system: the example of Hungary; HVG Rt., Bp., 1990
- The socialist system. The political economy of communism; Princeton University Press, Princeton, 1992
- A szocialista rendszer. Kritikai politikai gazdaságtan; HVG Rt., Bp., 1993 (angolul is)
- Útkeresés; Századvég, Bp., 1993 (angolul is)
- Transformational recession. A general phenomenon examined through the example of Hungary's development; Collegium Budapest Institute for Advanced Study, Bp., 1993 (Discussion papers / Collegium Budapest Institute for Advanced Study) (franciául is)
- Lasting growth as the top priority; Perfekt, Bp., 1994 (Public finance in Hungary)
- A legfontosabb: a tartós növekedés. A makrogazdasági feszültségekről és a kormány gazdaságpolitikájáról; Collegium Budapest Institute for Advanced Study, Bp., 1994 (Discussion papers Collegium Budapest Institute for Advanced Study) (angolul is)
- Négy jellegzetesség. A magyar fejlődés politikai gazdaságtani megközelítésben; Collegium Budapest Institute for Advanced Study, Bp., 1995 (Discussion papers Collegium Budapest Institute for Advanced Study)
- The dilemmas of Hungarian economic policy; Collegium Budapest Institute for Advanced Study, Bp., 1995 (Discussion papers / Collegium Budapest Institute for Advanced Study)
- Vergődés és remény. Gondolatok a gazdasági stabilizációról és a jóléti állam reformjáról; Közgazdasági és Jogi, Bp., 1996
- Unterwegs. Essays zur wirtschaftlichen Umgestaltung in Ungarn; Metropolis, Marburg, 1996
- The citizen and the state: reform of the welfare system; Collegium Budapest Institute for Advanced Study, Bp., 1996 (Discussion papers / Collegium Budapest Institute for Advanced Study)
- Adjustment without recession. A case study of the Hungarian stabilization; Collegium Budapest Institute for Advanced Study, Bp., 1996 (Discussion papers / Collegium Budapest Institute for Advanced Study)
- Paying the bill for goulash-communism. Hungarian development and macro stabilization in a political-economy perspective; Collegium Budapest Institute for Advanced Study, Bp., 1996 (Discussion papers / Collegium Budapest Institute for Advanced Study)
- Kornai János az egészségügy reformjáról; Közgazdasági és Jogi, Bp., 1998
- Stabilizacja i wzrost w procesie transformacji. Przypadek gospodarki węgierskiej; összeáll., Witold Jurek, lengyelre ford. Michał Konopczyński, Przemysław Matuszewski, Tomasz Rabiega; Wyd. Akademii Ekonomicznej, Poznan, 1998
- Od gulášového komunizmu k trhovej ekonomike; szlovákra ford. Marína Gálisová, Vladislav Gális, Katarína Kráľová; Kalligram, Bratislava, 1998 (Edícia OS)
- Transzformacija szled szocialiszam. Opitat na Ungarija; angolról bolgárra ford. Albena Toneva et al.; Agencija za ikonomicseszki analizi i prognozi, Szófia, 1998
- Drumul nepietruit al transformării; vál. Vasile Pillat, Florin Marius Pavelescu, románra ford. Florin Marius Pavelescu; Kriterion, Bucureşti, 2000 (Biblioteca Kriterion)
- La transformation économique postsocialiste. Dilemmes et décisions; összeáll. és franciára ford. Bernard Chavance, Mehrdad Vahabi; Maison des sciences de l'homme, Paris, 2001
- Reforming the state. Fiscal and welfare reform in post-socialist countries; szerk. Kornai János, Stephan Haggard, Robert R. Kaufman; Cambridge University Press, Cambridge, 2001
- Creating social trust in post-socialist transition; szerk. Kornai János, Bo Rothstein, Susan Rose-Ackerman; Palgrave Macmillan, New York–Basingstoke, 2004 (Political evolution and institutional change)
- Egyéni választás és szolidaritás. Az egészségügy intézményi mechanizmusának reformja Kelet-Európában (Karen Egglestonnal, 2004)
- Building a trustworthy state in post-socialist transition; szerk. Kornai János, Susan Rose-Ackerman; Basingstoke–Palgrave Macmillan, New York, 2004 (Political evolution and institutional change)
- A gondolat erejével. Rendhagyó önéletrajz; Osiris, Bp., 2005 (angolul, franciául, németül, oroszul, szlovákul is)
- Egy délután Kornaival. Beszélgetés A gondolat erejével című könyvről a Közgazdaságtudományi Intézetben; összeáll. Laki Mihály; MTA KTI, Bp., 2006 (KTI könyvek)
- Szocializmus, kapitalizmus, demokrácia és rendszerváltás. Nyolc tanulmány; Akadémiai, Bp., 2007
- From socialism to capitalism. Eight essays; CEU Press, New York–Bp., 2008
- Welfare, choice and solidarity in transition; Cambridge University Press, New York, 2010
- Gondolatok a kapitalizmusról. Négy tanulmány; Akadémiai, Bp., 2011
- Központosítás és piaci reform; Kalligram, Pozsony, 2013 (Kornai János válogatott munkái)
- A puha költségvetési korlát; Kalligram, Pozsony, 2014 (Kornai János válogatott munkái)
- Példaképünk: Kína? (2014) Archiválva 2016. június 5-i dátummal a Wayback Machine-ben
- Dynamism, rivalry and the surplus economy. Two essays on the nature of capitalism; Oxford University Press, Oxford, 2014
- Milyen is hát a tőke a 21. században? Megjegyzések Piketty könyvéhez[7]
- U-kanyar Magyarországon (2015) Archiválva 2016. június 3-i dátummal a Wayback Machine-ben
- Látlelet. Tanulmányok a magyar állapotokról; HVG Könyvek, Bp., 2017
- A Közgazdaságtudományi Intézet 1990 előtti történetéről; MTA KRTK KTI, Bp., 2019 (KTI könyvek)
- Töprengések; HVG Könyvek, Bp., 2021